# Jerzy Żydkiewicz
Jerzy Piotr Żydkiewicz (ur. 29 lipca 1932 w Warszawie, zm. 15 kwietnia 2019 tamże) – polski aktor teatralny i filmowy.

## Życiorys
Zdał maturę w VI Liceum Ogólnokształcącym im. Tadeusza Reytana w Warszawie. Zadebiutował na scenie w 1956 roku. W 1957 roku ukończył studia na Wydziale Aktorskim Państwowej Wyższej Szkoły Teatralnej w Warszawie. Występował w Teatrze Ziemi Opolskiej w Opolu (1957–1959), Teatrze Ziemi Mazowieckiej (1959–1978) i Teatrze Popularnym (1978–1988). Wieloletni członek Związku Artystów Scen Polskich.
W 2017 roku kardynał Kazimierz Nycz odznaczył go medalem „Za zasługi dla Archidiecezji Warszawskiej”. Otrzymał również Odznakę „Zasłużony Działacz Kultury”. Został pochowany na cmentarzu Wolskim w Warszawie.

## Filmografia
- 1972: Trzeba zabić tę miłość – członek komisji ds. uchylających się od pracy
- 1976: Polskie drogi (odc. 2)
- 1981: Najdłuższa wojna nowoczesnej Europy (odc. 4 i 9)
- 1986: Zmiennicy – Stachu, kumpel Mastalerza (odc. 8)
- 1993: Czterdziestolatek. 20 lat później – starszy pan w Łazienkach (odc. 13)
- 1995: Cwał
- 1998: Złoto dezerterów – portier w „Pension Rose”
- 1998: Biały Kruk – wujek Boy
- 2000-2001: Adam i Ewa – ksiądz Olgierd, znajomy Ewy Werner
- 2000: Daleko od okna – ksiądz chrzczący Helusię
- 2000: Prymas. Trzy lata z tysiąca – ksiądz w kurii krakowskiej
- 2001: Marszałek Piłsudski – ksiądz w pałacu arcybiskupim w Kielcach (odc. 3)
- 2002: M jak miłość – pensjonariusz domu starców (odc. 91)
- 2002: Na dobre i na złe – konsultant (odc. 103)
- 2002: Wiedźmin – kapłan (odc. 1)
- 2007: Daleko od noszy – pacjent (odc. 134, 162 i 164)
- 2012: Czas honoru (odc. 59)